# Piff the Magic Dragon
John van der Put (født 9. juni 1980) er en tryllekunstner og komiker fra Storbritannien, der optræder under kunstnernavnet Piff the Magic Dragon. Han har vunet adskillige priser i britiske trylekunstner-selskaber, han har turneret som opvarmning Mumford and Sons og han har optrådt i Penn & Teller: Fool Us og America's Got Talent. I juni 2019 blev han udnævnt som en af Variety's 10 Comics to Watch for 2019. Van der Put bor i Las Vegas og optræder på The Flamingo.